# Tlahuelilpan
Tlahuelilpan är en ort i Mexiko.   Den ligger i kommunen Tlahuelilpan och delstaten Hidalgo, i den sydöstra delen av landet, 80 km norr om huvudstaden Mexico City. Tlahuelilpan ligger 2 063 meter över havet och antalet invånare är 8 137.
Terrängen runt Tlahuelilpan är platt åt nordväst, men åt sydost är den kuperad. Runt Tlahuelilpan är det tätbefolkat, med 683 invånare per kvadratkilometer. Närmaste större samhälle är Tezontepec de Aldama, 8,0 km nordväst om Tlahuelilpan. Omgivningarna runt Tlahuelilpan är en mosaik av jordbruksmark och naturlig växtlighet.